# Tennis da spiaggia ai III Giochi del Mediterraneo sulla spiaggia
Le gare di tennis da spiaggia ai III Giochi del Mediterraneo sulla spiaggia si sono svolti dal 13 al 16 settembre 2023 a Heraklion, in Grecia.

## Podi
| Evento           | Oro                                        | Argento                                 | Bronzo                                               |
| Doppio maschile  | Francia Nicolas Gianotti Mathieu Guegano   | Spagna Antonio Ramos Gerard Rodríguez   | Italia Doriano Beccaccioli Tommaso Giovannini        |
| Doppio femminile | Italia Nicole Nobile Flaminia Daina        | Francia Claude Hoarau Mathilde Hoarau   | Spagna Ariadna Costa Graell Eva Fernández            |
| Doppio misto     | Italia Giulia Gasparri Doriano Beccaccioli | Italia Nicole Nobile Diego Bollettinari | Spagna Eva Fernandez Palo Antonio Miguel Ramos Viera |

## Medagliere
| Posiz. | Nazione | Oro | Argento | Bronzo | Totale |
| ------ | ------- | --- | ------- | ------ | ------ |
| 1      | Italia  | 2   | 1       | 1      | 4      |
| 2      | Francia | 1   | 1       | 0      | 2      |
| 3      | Spagna  | 0   | 1       | 2      | 3      |
| Totale | Totale  | 3   | 3       | 3      | 9      |